# Biển Bismarck

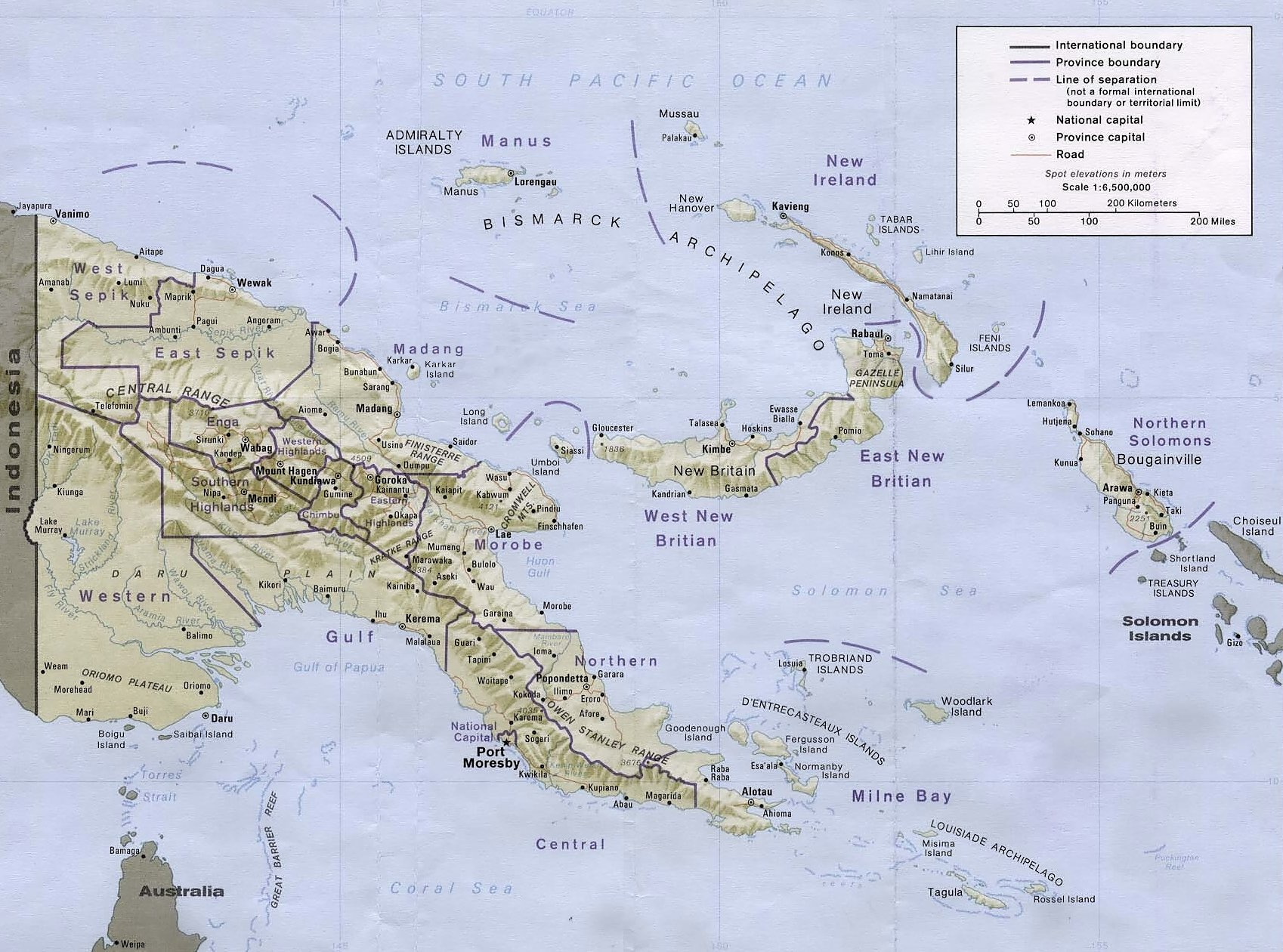
Biển Bismarck

Biển Bismarck hay biển New Guinea là một biển nằm ở tây nam Thái Bình Dương. Về phía tây của nó là phần thuộc Papua New Guinea của đảo New Guinea. Ở phía bắc của nó là quần đảo Admiralty, ở phía đông là đảo New Ireland và phía nam của nó là đảo New Britain. Các nhóm đảo này đều thuộc quần đảo Bismarck và là một phần lãnh thổ của Papua New Guinea. Giống như quần đảo Bismarck, nó được đặt tên theo thủ tướng Đức Otto von Bismarck vào cuối thế kỷ XIX do khi đó khu vực này là thuộc địa của Đức (từ năm 1884 tới năm 1914). 

## Đặc điểm
Quần đảo Bismarck trải dài ở phía bắc, đông và nam của biển, bao quanh biển Bismarck và chia tách nó với Thái Bình Dương. Về phía nam nó nối với biển Solomon ở phía đông nam bằng các eo biển như eo biển Vitiaz, eo biển Dampier và eo biển St. George. Biển này che phủ diện tích khoảng 40.000 km² (15.000 dặm vuông Anh). Vùng biển này với độ sâu chung khoảng 2.000 m (6.600 ft) và độ sâu tối đa đạt 2.500 m (8.200 ft), được chia bởi một sống trung tâm thành hai phần, phần đông là New Ireland và phần tây là New Guinea.
Nó là nơi mà lực lượng lớn của hải quân Nhật Bản đã bị đánh bại trong trận chiến biển Bismarck thuộc Thế Chiến II vào ngày 3 và 4 tháng 3 năm 1943, ở giai đoạn bắt đầu cuộc chiến tranh này.

## Khoáng sản
Các thăm dò gần đây trong đáy biển Bismarck đã phát hiện ra các lớp giàu khoáng vật chứa các sulfide, đồng, kẽm, bạc và vàng. Các phát hiện này có tầm quan trọng đặc biệt do chúng nằm trên một vùng nước nông và yên tĩnh. Papua New Guinea có quyền khai thác các mỏ khoáng sản này theo luật quốc tế.